# Colós de Constantí
El Colós de Constantí era una estàtua sedent de tipus acrolític, és a dir, d'extremitats pètries, que representava l'emperador romà Constantí I el Gran (280-337) i que era a la basílica de Maxenci del Fòrum Romà, a Roma. Algunes parts del colós es conserven actualment al pati del palau dels Conservadors dels Museus Capitolins, al Capitoli de Roma, sobre l'extrem occidental del Fòrum.

## Descripció
El gran cap, braços i cames d'aquesta estàtua es tallaren en marbre, mentre que la resta del colossal cos es componia d'un nucli realitzat en maó i fusta, possiblement cobert de bronze daurat. Per la grandària de les peces conservades, la figura asseguda feia uns 12 m d'alt. El cap feia aproximadament 2 m i mig d'alçada i cada peu té més de 2 m de llarg.
El cap està cisellat en l'estil escultòric predominant a finals de l'Imperi romà, el hieràtic, mentre que les altres parts del cos són naturalistes, des dels peus callosos a les venes de l'avantbraç. Amb el tractament escultòric del cap es vol transmetre la idea de l'emperador com un déu, i destaca sobretot aquesta intenció en els ulls, amb la mirada cap a l'eternitat d'un rostre rígid i impersonal, frontal. El tractament del cap mostra una síntesi del retrat individualitzat: el nas aguilenc, la mandíbula fonda i la barbeta prominent característica de les imatges de Constantí. S'hi pot copsar, doncs, la tendència del retrat romà tardà al simbolisme i l'abstracció, en comptes de cuidar els detalls. No se'n coneix la data exacta de l'execució, i se n'ha suggerit entre 312 i 315.

## Història
La basílica, situada al límit nord del Fòrum romà, la començà l'any 307 l'emperador Maxenci. Constantí l'acabà després de derrotar Maxenci en la batalla del Pont Milvi l'any 312. Constantí degué reorientar l'edifici en aquest moment, i en canvià de lloc l'entrada principal i hi afegí l'absis.
El colós fou saquejat en algun moment de l'antiguitat tardana, probablement per utilitzar-ne les parts fetes amb bronze. Les parts de l'estàtua realitzades en marbre es van arreplegar el 1487. Les restes conservades al pati del palau dels Conservadors en són: el braç dret (amb el colze), el cap, el genoll dret, una mà dreta, la canella esquerra, el peu dret, la ròtula del genoll esquerre i el peu esquerre. Curiosament, entre les restes de l'estàtua hi ha dues mans dretes (amb el dit índex enlaire), que difereixen lleument. Potser l'estàtua fou refeta cap al final del regnat de Constantí, i la mà que sostenia un ceptre en fou substituïda per una altra que sostenia algun símbol cristià.
Les peces del colós foren restaurades entre l'any 2000 i 2001.

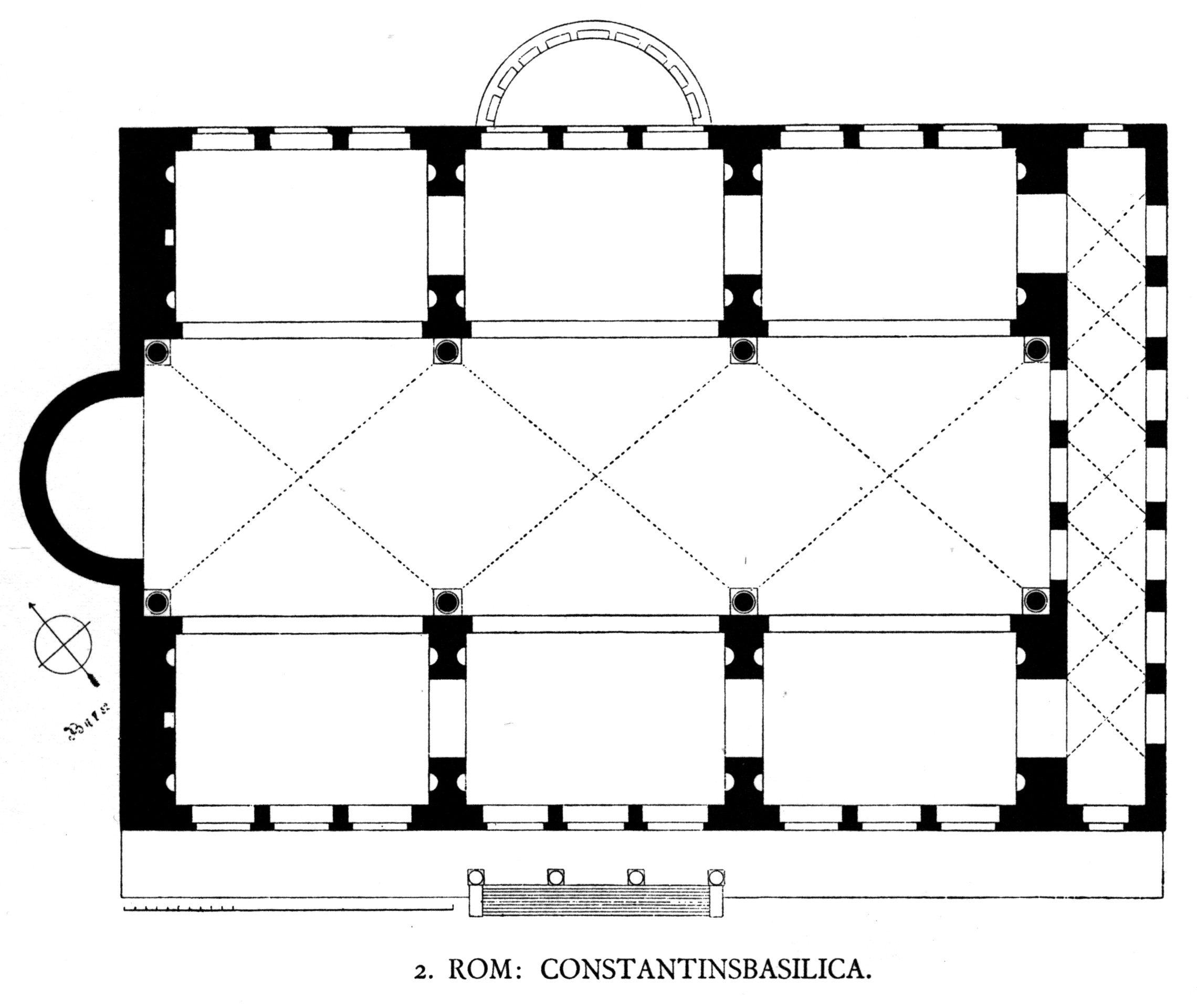
L'absis occidental és situat a l'esquerra en aquesta reconstrucció de la planta de la basílica de Maxenci
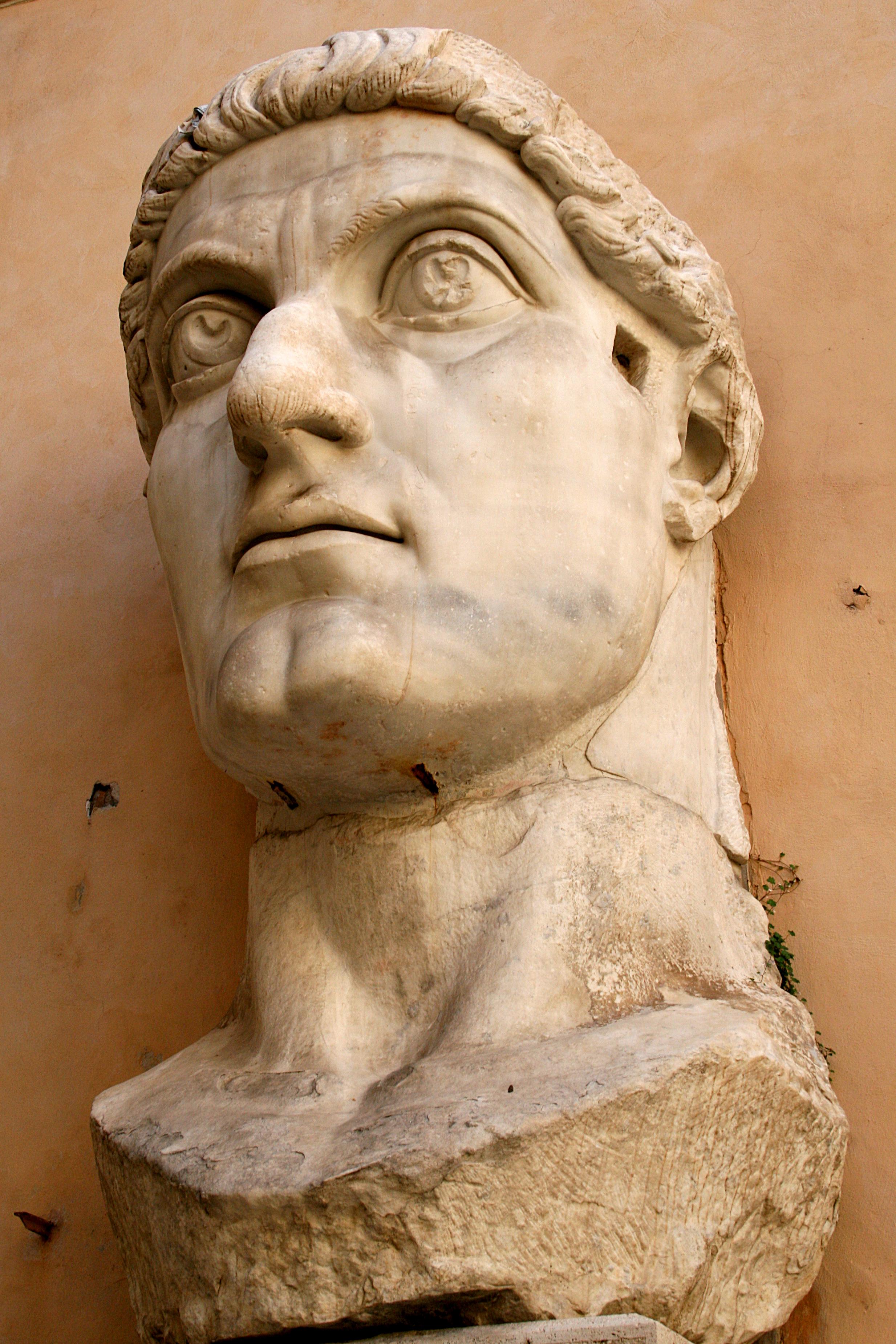
Cap del colós; c. 307–312 de
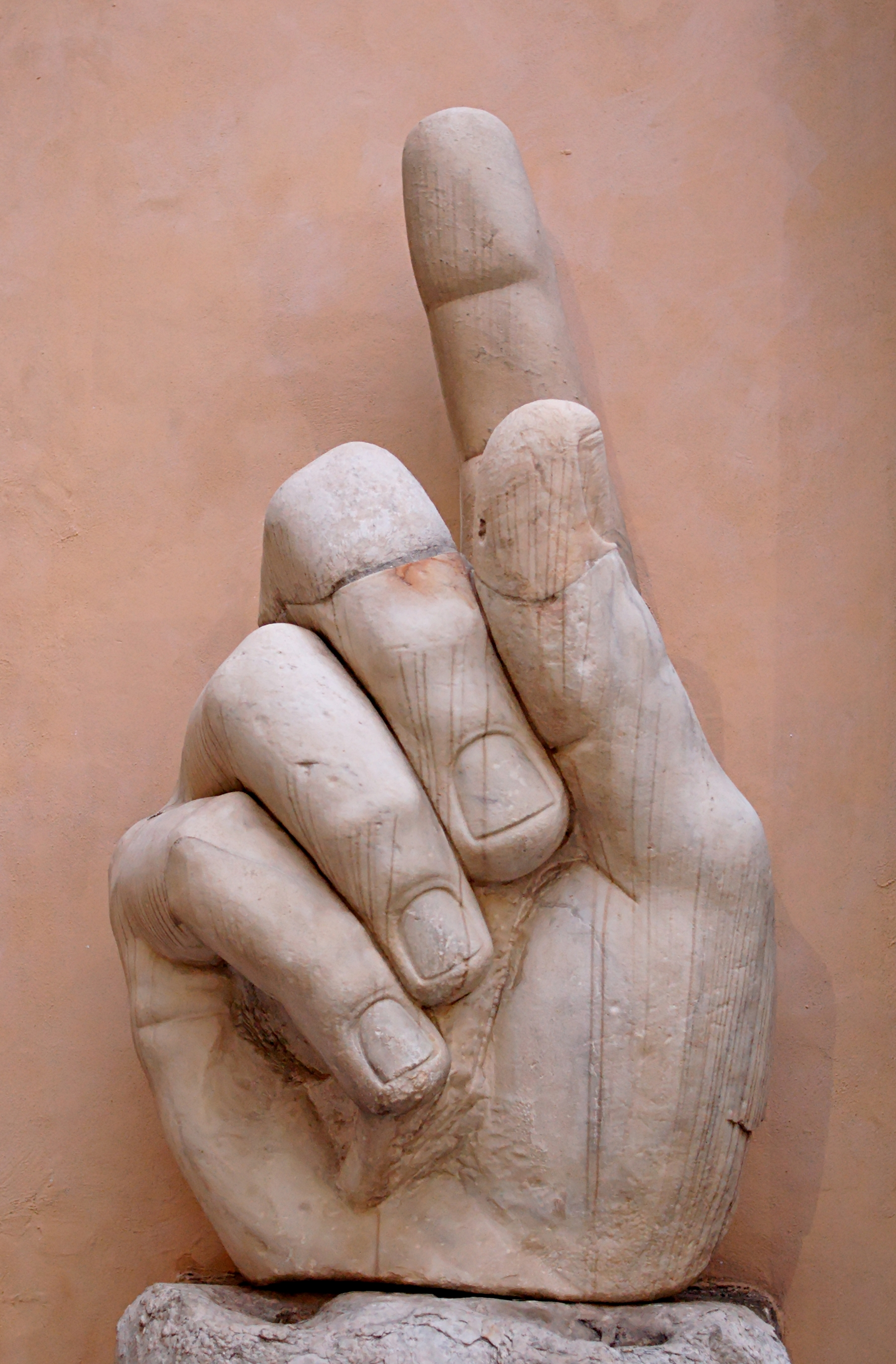
Una de les dues mans dretes existents del Colós de Constantí.